# Сент Лионард (Мериленд)
Сент Лионард (енгл. St. Leonard) насељено је место без административног статуса у америчкој савезној држави Мериленд.

## Демографија
По попису из 2010. године број становника је 742, што је 206 (38,4%) становника више него 2000. године.
| Група             | 2000.       | 2010.       |
| Белци             | 471 (87,9%) | 595 (80,2%) |
| Афроамериканци    | 42 (7,8%)   | 119 (16,0%) |
| Азијати           | 1 (0,2%)    | 4 (0,5%)    |
| Хиспаноамериканци | 17 (3,2%)   | 22 (3,0%)   |
| Укупно            | 536         | 742         |